# 한국수산벤처대학
한국수산벤처대학(Korea Fisheries Venture College ; KFVC)은 WTO 및 DDA 체제의 시장 개방 요구와 미국을 비롯한 각국의 FTA협상에 대비하여 세계시장에서 경쟁할 수 있는 수산전문인력 양성을 위해 전라남도청, 완도군청, 조선대학교가 공동 출자하여 설립한 대학이다. 학비는 전액 무료로 운영되고 있으며 전라남도 완도군 신지면 대곡리 292-1번지에 있다.

## 연혁
- 2007년 3월 24일 전라남도청, 완도군청, 조선대학교 한국수산벤처대학 공동 설립[3]
  - 행정(전라남도, 완도군) : 대학운영 예산지원, 신입생 모집 및 대학홍보
  - 조선대학교 : 교육 프로그램 및 강사진 구성 등 대학 학사 운영 전반

## 조직

### 한국수산벤처대학장
- 행정지원팀

#### 운영위원회
- 위원장 : 조선대학교 해양생물연구교육센터장 (교육운영실장 겸임)
- 당연직 위원
  - 농림수산식품부 담당사무관
  - 전라남도청 담당사무관
  - 완도군청 기획예산실장
  - 완도군청 총무과장
  - 완도군청 자치경영과장
  - 완도군청 해양수산과장
- 위촉직 위원 : 위원장이 위촉
- 간사 : 완도군청 담당주사

#### 교육운영실
- 교육운영팀

## 같이 보기
- 조선대학교 해양생물연구교육센터
- 수산업협동조합중앙회